# Stanisław Moniuszko – E-śpiewnik
Stanisław Moniuszko – E-śpiewnik – album muzyczny z serii «Revisions», z 12 pieśniami Stanisława Moniuszki pochodzącymi ze „Śpiewników domowych”, w awangardowym wykonaniu sopranistki Agaty Zubel, wiolonczelisty Andrzeja Bauera i wykonawcy muzyki komputerowej, algorytmicznej i improwizowanej Cezarego Duchnowskiego. Płytę została wydana 22 listopada 2019 przez Polskie Wydawnictwo Muzyczne / Anaklasis (nr kat. 70021010 / ANA 009). Nominacja do Fryderyka 2020 w kategorii Album Roku Muzyka Kameralna.

## Lista utworów
1. The Distaff
2. The Tear
3. A Hermit’s Song
4. Will He Return?
5. Hushaby
6. Dumka “Come my Love”
7. The Moon and the Rivulet
8. Converted
9. Oh Tell Me
10. An Evening Song
11. Duettino “First She Remembers”
12. I Love You So

## Wykonawcy
- Agata Zubel – śpiew
- Andrzej Bauer – wiolonczela
- Cezary Duchnowski – opracowanie muzyczne, elektronika